# Eagro
Eagro (in greco antico: Οἴαγρος?, Óiagros) è un personaggio della mitologia greca, possibile padre di Orfeo. Dopo la morte sarebbe divenuto un dio fluviale.

## Genealogia
Le tradizioni variano sulla sua genealogia: è detto essere figlio di Carope (al quale succedette come re di Tracia), oppure figlio di Piero, a sua volta figlio di Macedone, e della ninfa Metone. Un'altra versione ancora, registrata dalla Suda, lo considera figlio di Piero, figlio di Lino, figlio di Apollo.
Apollodoro afferma però che Eagro potrebbe essere stato generato dalla musa Calliope e dal dio Apollo. Le Dionisiache di Nonno di Panopoli fanno menzione di Eagro, l'audace figlio di Ares, dio della guerra (Libro XIII,428).
Per quanto riguarda la discendenza, Eagro è ricordato soprattutto per essere il padre di Orfeo, in genere avuto da una musa, Calliope o Polimnia. Fonti tarde lo considerano anche il padre di Marsia, Lino il cantore, secondo Apollodoro di Atene (Libro I, III, 2), per il quale è fratello di Orfeo (Libro I, IX, 16), e Cimotone.